# Małkinia Dolna
Małkinia Dolna – wieś sołecka w Polsce położona w województwie mazowieckim, w powiecie ostrowskim, w gminie Małkinia Górna.
| SIMC    | Nazwa    | Rodzaj    |
| ------- | -------- | --------- |
| 0514360 | Helenowo | część wsi |
| 0514377 | Ostrówek | część wsi |

W latach 1975–1998 miejscowość administracyjnie należała do województwa ostrołęckiego.
Wierni Kościoła rzymskokatolickiego należą do parafii Najświętszego Serca Pana Jezusa w Małkini Górnej.